# アクリル装飾
アクリル装飾（アクリルそうしょく）とは、テレビ番組や舞台等で、アクリル樹脂製品のセットの制作、組み立て、装飾を担う職業またはスタッフである。

## 歴史
日本のテレビ業界において「アクリル装飾」というポストが誕生したのは、1980年代頃のフジテレビにて、ベニヤ板のセットを組み立てる大道具との分業化を図る為に誕生したと言われる。
それまでは大道具がアクリル装飾の仕事を兼任して来たが、前述の通りの合理分業化に伴い、現在では大半のテレビ番組等で「アクリル装飾」と言うポストが存在している。

## 仕事内容
元々が大道具から派生した仕事なので、業務の大半は大道具との共同作業となる。スタジオ収録における床の損傷を防ぐ為に敷かれるアクリル板のセッティング、アクリル製の簡易テーブル等の制作が主な仕事として挙げられる。前述の通り、大道具から派生した仕事であるため力仕事が多く、業務に携わっている大半は男性だが、近年は女性のアクリル装飾も多くなりつつある。

## 有名なアクリル装飾従事者
- 平山晃哉 - 本業の傍ら、野猿のボーカルも行っていた。

## 企業
- 株式会社ナカムラ綜美 https://nakamura-soubi.co.jp/